# بخش نزر
بخش نزر (به فرانسوی: Arrondissement de Saint-Nazaire) یک بخش در فرانسه است که در لوآر-آتلانتیک واقع شده‌است.